# Picus (Gattung)
Picus ist eine Gattung der Spechte (Picidae), die in der Paläarktis und der Orientalischen Region mit 12 Arten vertreten ist. In Mitteleuropa leben von diesen der Grünspecht (Picus viridis) und der Grauspecht (Picus canus).

## Merkmale
Es handelt sich um im Regelfall mittelgroße bis große Spechtvögel mit oder ohne ausgeprägter Federhaube, einem langen und steifen Schwanz und einem meist recht langen, fast geraden und mehr oder weniger punktförmig zugespitzten Schnabel. Die Arten haben vier Zehen, die vierte (äußere) Zehe ist etwa so lang wie die beiden Vorderzehen, die erste Zehe etwa halb so lang. Auffällig ist die lange Zunge, die vorstreckbar ist, und das damit verbundene spezielle Zungenbein. Dieses bildet in der Ruhelage eine Schleife in der Halsregion und läuft dann bis in den Oberschnabel (etwa beim Grünspecht) oder endet kurz davor.
Diese Spechte sind teilweise oder überwiegend grün gefärbt, häufig ist die Unterseite geschuppt oder gebändert. Am Kopf sind rote und/oder schwarze Partien vorhanden, zum Teil weist der Kopf auch noch weitere Farben auf. Die Arten zeigen hinsichtlich der Färbung einen mehr oder weniger auffälligen Geschlechtsdimorphismus; die Unterschiede betreffen die Färbung des Oberkopfes und/oder des Bartstreifs.

## Systematik
Die Gattung Picus enthält 12 Arten:
- Gelbhaubenspecht (Picus chlorolophus) – Süd- und Südostasien
- Rotflügelspecht (Picus puniceus) – Südostasien
- Burmagrünspecht (Picus viridanus) – Südasien
- Netzbauchspecht (Picus vittatus) – Südostasien
- Hindugrünspecht (Picus xanthopygaeus) – Südasien
- Schuppengrünspecht (Picus squamatus) – Nordindien, Nordpakistan, Nepal, Tibet
- Japangrünspecht (Picus awokera) – Japan
- Grünspecht (Picus viridis) – Europa
- Atlasgrünspecht (Picus vaillantii) – Nordmarokko bis Tunesien
- Halsbandspecht (Picus rabieri) – Laos und Vietnam
- Rotbürzelspecht (Picus erythropygius) – Südostasien
- Grauspecht (Picus canus) – Europa bis Südostasien

Bisher wurden meist drei weitere Arten zu dieser Gattung gestellt, dies waren Mennigspecht (Picus mineaceus), Gelbnackenspecht (Picus flavinucha) und Tropfenkehlspecht (Picus mentalis). Nach einer molekulargenetischen Untersuchung mehrerer Abschnitte der DNA bilden diese drei Arten eine monophyletische Gruppe, ob diese Gruppe das Schwestertaxon aller anderen Arten der Gattung Picus ist oder weiter von diesen entfernt steht, konnte nicht sicher geklärt werden. Die genetische Distanz zwischen diesen beiden Gruppen ist jedoch ebenso groß wie zwischen anderen als unterschiedlichen Gattungen behandelten Taxa der Spechte, so dass die Autoren der Studie eine Abtrennung dieser drei Arten als eigene Gattung Chrysophlegma vorschlagen. Diesem Vorschlag ist die International Ornithologist’s Union (IOC) bereits gefolgt.

## Verbreitung und Lebensraum
Die Verbreitung der Gattung Picus ist altweltlich, den größten Artenreichtum weisen die Tropen Süd- und Südostasiens auf. 7 der 12 Arten sind auf diesen geografischen Raum beschränkt; eine weitere Art, der Grauspecht (Picus canus), kommt außer in Süd- und Südostasien auch in weiten Teilen der Paläarktis vor. In Mitteleuropa leben mit Grünspecht (Picus viridis) und Grauspecht zwei Arten der Gattung; eine dritte Art, der Atlasgrünspecht (Picus vaillantii), bewohnt mit Nordafrika den Südrand der Westpaläarktis.
Die meisten Vertreter der Gattung besiedeln offene oder halboffene Wälder, aber auch Kulturland wie Plantagen, Obsthaine oder große Gärten. Nur wenige Arten wie der Burmagrünspecht (Picus viridanus) bewohnen in erster Linie dichte, geschlossene Wälder.

## Lebensweise
Spechte der Gattung Picus sind typische Erdspechte; sie ernähren sich meist vorwiegend von Ameisen, die sie mit ihrer langen Zunge aus ihren Bauten holen. Die Nahrungssuche findet häufig oder überwiegend auf dem Boden statt.

## Bildergalerie

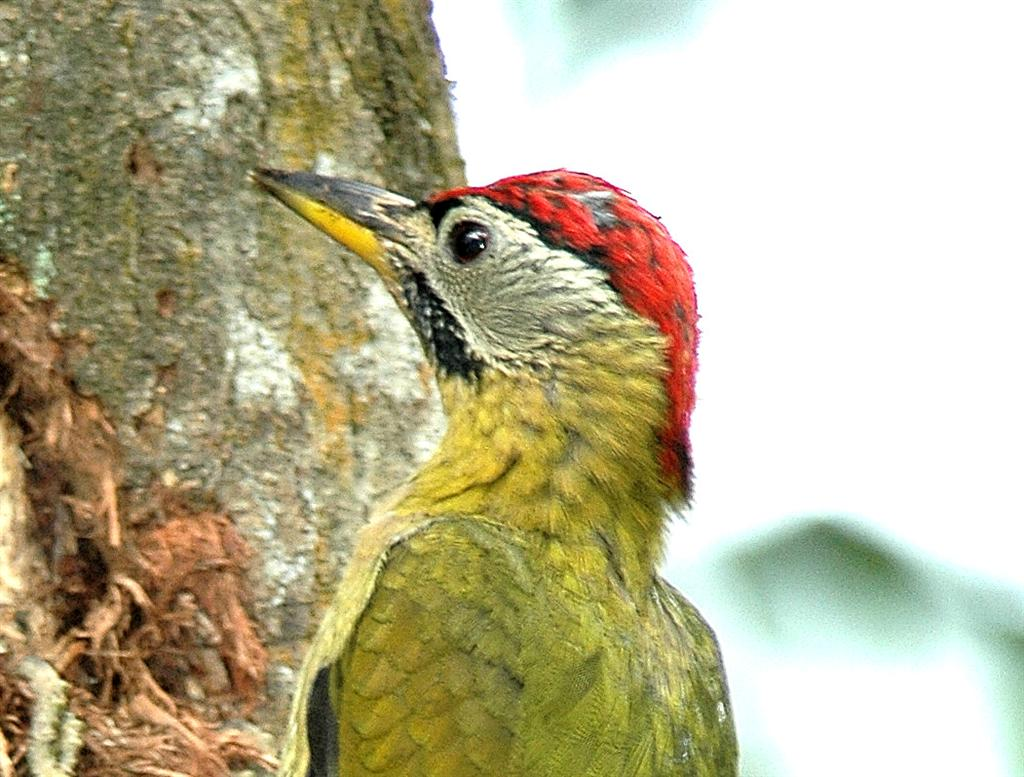
Netzbauchspecht
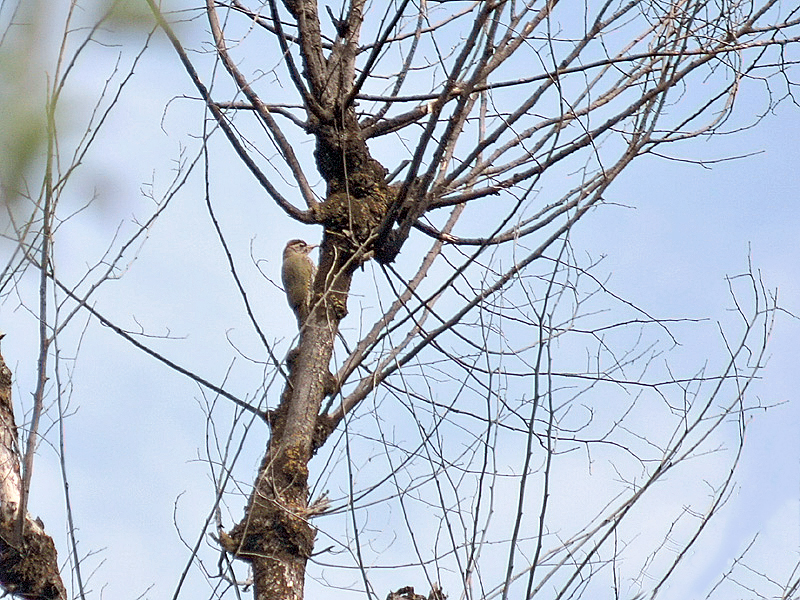
Schuppengrünspecht
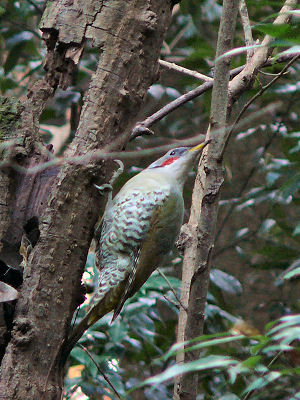
Japangrünspecht
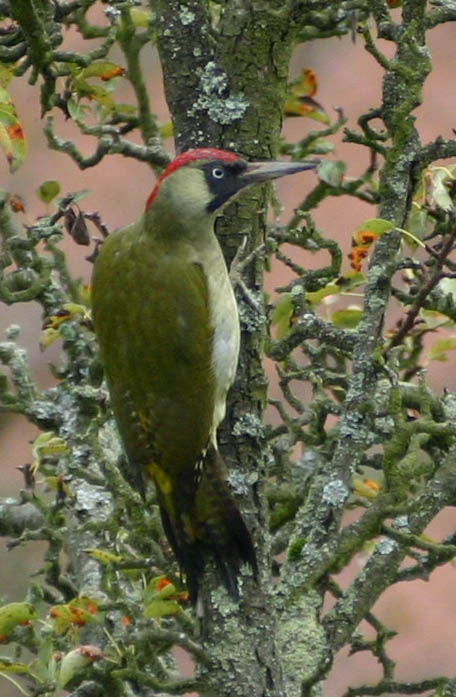
Grünspecht
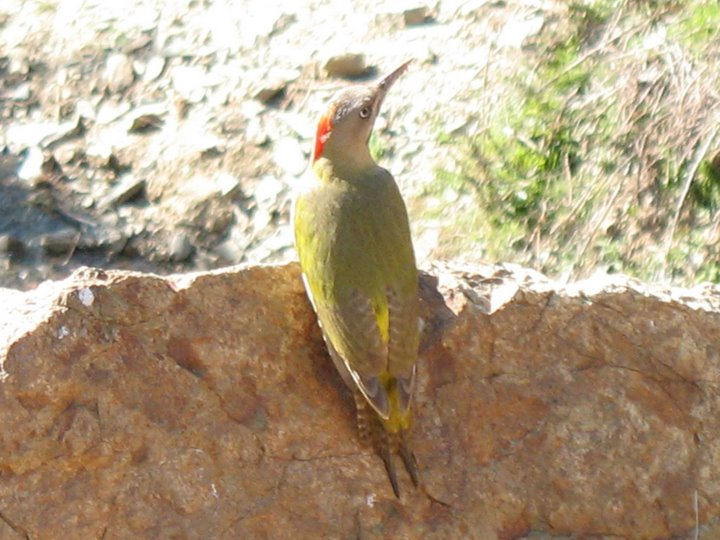
Atlasgrünspecht
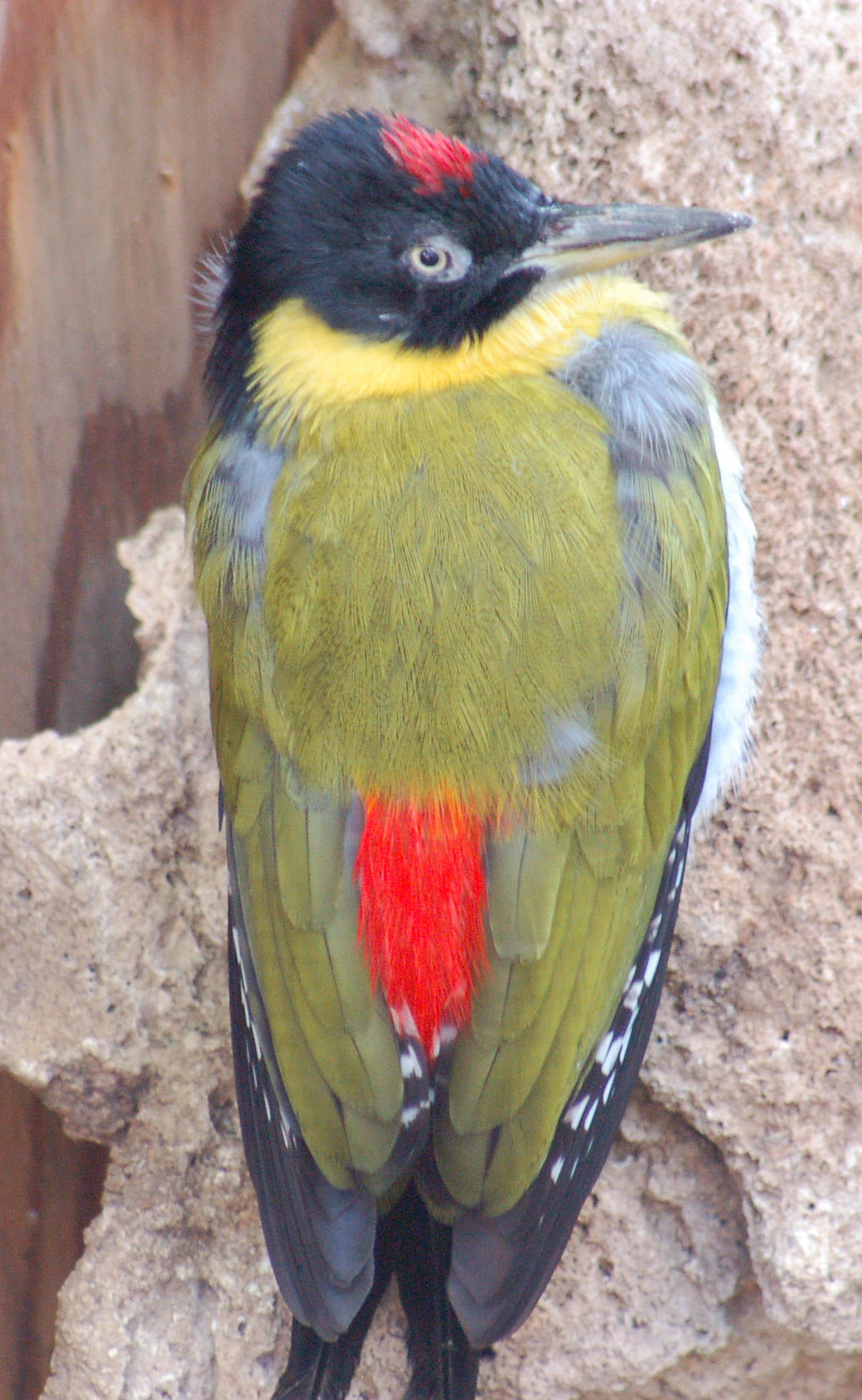
Rotbürzelspecht
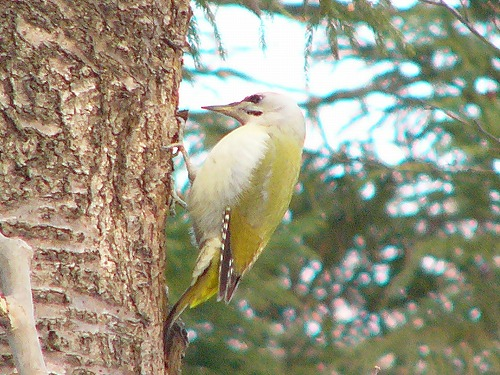
Grauspecht